# تهيئة أولية (تكييف)
التهيئة الأولية أو التهيئة المسبقة هو مفهوم عام يتعرض خلاله كيان ما إلى شكل من أشكال الضغط أو التحفيز حتى يمكن إعداد هذا الكيان ليصبح أكثر مرونة وقدرة على مقاومة تأثير المحفز إذا تعرض له مجددًا في المستقبل. فعلى سبيل المثال، قد يتعرض الإنسان إلى فيروس تم إضعافه صناعيًا بغرض تحفيز إنتاج جسم مضاد في جسمه لمواجهة هذا الفيروس، وهكذا فعندما يتعرض للإصابة بالفيروس الحي "ذو النمط البري"، يكون الجسم قد كون مناعة ضده أو شيد على الأقل حائط دفاع فوري وقوي، وذلك من خلال امتلاكه الجسم المضاد المناسب بالفعل: تطعيم أو الوقاية قبل التعرض. ويكمن أحد الأمثلة الأخرى على التهيئة الأولية في الاختبار التجريبي لطلبة أحد الفصول المدرسية. ويعد تعرض العميل لمحاكاة تعذيب أحد الأمثلة الأخرى على ذلك. وعلى المستوى المجتمعي، قد يكون التعامل مع الحريق أو الوقاية من الانفجارات النووية أحد الأمثلة على التهيئة الأولية. وتعد التهيئة الأولية إجراء مهمًا لإعداد الحيوانات لركوب وسائل المواصلات أو الاستحمام، كما أنها تستخدم في تطبيقات برمجة الكبيوتر والروبوتات. وإذا نظرنا لعملية تخطيط الخبرات التعليمية بوصفها "تهيئة أولية"، فإن ذلك قد يساعد في تصميم هذه العملية.